# Långpalpsvävare
Långpalpsvävare (Leptorhoptrum robustum) är en spindelart som först beskrevs av Westring 1851.  Långpalpsvävare ingår i släktet Leptorhoptrum och familjen täckvävarspindlar. Arten är reproducerande i Sverige. Inga underarter finns listade i Catalogue of Life.